# Lisa (film, 2001)
Pour les articles homonymes, voir Lisa.
Pour plus de détails, voir Fiche technique et Distribution.
Lisa est un film français réalisé par Pierre Grimblat sorti en 2001.

## Synopsis
Peu avant la guerre, une histoire d’amour passionnée et douloureuse se déroule entre Lisa, atteinte de tuberculose, et un jeune acteur. 60 ans plus tard, Lisa raconte cette histoire à un jeune réalisateur. C'est une adaptation d’un roman de Patrick Cauvin « Le Théâtre dans la nuit ».

## Fiche technique
- Titre : Lisa
- Réalisation : Pierre Grimblat
- Scénario : Didier Cohen, Pierre Grimblat, Gérard Mordillat d'après le roman Théâtre dans la nuit de Patrick Cauvin
- Image : Walther van den Ende
- Musique : Gabriel Yared
- Montage : Marie-Sophie Dubus
- Sociétés de production : Hamster Productions, JLA Productions, Benjamin Films, Capitol Films
- Pays de production :  France
- Genre : Drame
- Durée : 109 minutes
- Date de sortie : 10 janvier 2001

## Distribution
- Jeanne Moreau : Lisa (retraitée)
- Marion Cotillard : Lisa (jeune)
- Benoît Magimel : Sam
- Sagamore Stévenin : Sylvain Marceau
- Julia Vaidis-Bogard : Henriette
- Michel Jonasz : Benjamin
- Catherine Arditi : Marina
- Denise Chalem : Simone
- Johan Leysen : Professeur Seyden
- Jacques Pater : Castellain
- Micky El Mazroui : Samy
- Marisa Berenson : Princesse Maruschka
- Pierre Dherte : Edouard
- Filip Peeters : Colonel von Boll
- Hélène Theunissen : Mme Ergolsheim
- Pierre Grimblat : Serge Mauro

## Production
- Lieu de tournage : Bruxelles

## Distinctions
- Meilleure actrice pour Marion Cotillard au Verona Love Screens Film Festival[1]